# إد بيتي
إد بيتي (بالإنجليزية: Ed Beatty)‏ هو لاعب كرة قدم أمريكية أمريكي، ولد في 6 أبريل 1932 في كلاركسديل في الولايات المتحدة، وتوفي في 7 يونيو 2008 في تيبتونفيل في الولايات المتحدة.

## وصلات خارجية
- إد بيتي على موقع مرجع كرة القدم المحترفة.كوم (الإنجليزية)